# Walter Werneburg
Walter Werneburg (Oppershausen, 2 juni 1922 - Erfurt, 16 april 1999) was een Duitse kunstenaar. Hij stond vooral bekend om zijn zeer kleurrijke kunstenaarsprenten en de diepe symboliek van zijn schilderijen. 

## Biografie
Van 1936 tot 1939 volgde Werneburg een opleiding als schilder in Mühlhausen / Thüringen. Walter Werneburg studeerde van 1939 tot 1941 aan de Kunstgewerbeschule Erfurt en van 1949 tot 1951 aan de Landesschule für Angewandte Kunst in Erfurt (opvolgend instituut). Hij werkte van 1951 tot 1959 als kunstleraar en als docent aan de Pädagogischen Hochschule Erfurt, een lerarenopleiding die na de Duitse hereniging de faculteit onderwijs aan de universiteit van Erfurt werd. Van 1964 tot 1965 studeerde hij externe studies aan de universiteit van Leipzig. 
In zijn vroege werken hield Walter Werneburg zich bezig met onmiddellijke weergave van de natuur. Otto Knöpfer was zijn docent en Otto Paetz behoort tot zijn inspiratoren. Hij overtuigde door zijn landschapswaterverf. Naast anderen leidde Werneburg de studentenopleiding diepdruk op de Pädagogischen Hochschule. Dit weerspiegelde zich in zijn eigen artistieke werk. In variërend design ervoer hij deze techniek met behulp van de remedie van contrast van licht en zwart. Hij overschreed de lineariteit en voerde verschillende mogelijkheden uit voor kleurendruk. 
In het jaar 1979 ontwikkelde zich een artistieke samenwerking tussen Walter Werneburg en zijn zoon, de dichter Joachim Werneburg. Er is een uitgebreid grafisch en poëtisch werk gemaakt, dat - over het algemeen gesproken - de positie van de mens in de kosmos, zijn relatie tot stenen, planten en de dierenwereld uitdraagt. In andere artistieke cycli werd de vroege geschiedenis van Midden-Europa uitgekozen als centraal thema op basis van archeologisch materiaal. Tot 1995 creëerde Walter Werneburg eenendertig cycli van kunstenaarsprenten. Die werken van Walter en Joachim Werneburg zijn volledig gepubliceerd in het boek "Die Rabenfibel" (2010). Het boek "Wort und geschwungene Linie" doet verslag van deze artistieke samenwerking. 
Naast eigen tentoonstellingen in Ostrava (Tsjechië), Banská Bystrica (Slowakije), Kolobrzeg (Polen), Torgelow, Maxhütte Unterwellenborn, Sömmerda, Eisenach, Mühlhausen, Schleusingen, Oppershausen en Erfurt droeg hij bij aan de VII. Kunstausstellung der DDR in Dresden. 

## Grafische cycli (keuze)
- Oppershäuser Blätter I + II (1979), (Oppershause prenten I + II)
- Sagenhaftes Erfurt (1980), (Fantasievol Erfurt)
- Worte Lutherisch (1982), (Luthers woorden)
- Russischer Frühling (1984), (Russisch voorjaar)
- Hainich (1984/85), (Hainich)
- Kupferberg zu Ilmenau (1985), (Koperberg bij Ilmenau)
- Rabenfibel (1986), (de fabel van de raaf)
- Slawische Tänze (1987), (Slavische dansen)
- Die Fahrt der Tiere (1990), (Reis der dieren)
- Die Schlangenfüßige Göttin (1991), (Slangvoetige godin)
- Externsteine (1993), (Externsteine)
- Der Heilige See (1994), (Het heilige meer)
- Mallorca (1995)

## Publicaties
- Walter Werneburg. 'Mein Schulweg. Ein Malbuch für Kinder von 6-8 Jahren ". Bild und Heimat Verlag, Reichenbach (Vogtland) 1963; herdruk: Scidinge Hall, Tübingen 2017
- Joachim Werneburg en Walter Werneburg. "Die Rabelfibel". Scidinge Hall, Zürich 2010

Publicaties met geselecteerde werken
- Walter Werner "Blätter aus dem Baumbachhaus", Staatliche Museen Meiningen 1985 (bevat "Worte. Lutherisch ")
- Joachim Werneburg. "Die Schlangenfüßige Göttin", editie Arnshaugk, München 2009 (bevat de gelijknamige grafische cyclus)
- Joachim Werneburg. 'Das Kupferbergwerk. Fragmente von 1977 bis 1989 ", Scidinge Hall, Zürich 2011 (bevat" Kupferberg zu Ilmenau ")
- Joachim Werneburg. "Thüringer Meer", Scidinge Hall, Zürich 2012 (bevat "Die Rabenfibel")
- Joachim Werneburg. 'Notizen auf der Felswand. Aus den Jahren 1990 bis 1995 ", Scidinge Hall, Zürich 2016 (bevat" Die Externsteine ")
- Joachim Werneburg. "Die Reise nach Südost", Scidinge Hall, Tübingen 2017 (bevat de gelijknamige grafische cyclus: "De reis naar het zuidoosten", volgens Chinese motieven)